# Конфиенца
Конфиѐнца (на италиански: Confienza, на местен диалект: Confiensa, Конфиенса) е село и община в Северна Италия, провинция Павия, регион Ломбардия. Разположено е на 126 m надморска височина. Населението на общината е 1622 души (към 2017 г.).